# MTN40 2009/10
Der MTN40 2009/10 war die 29. Austragung der nationalen List-A-Cricket-Meisterschaft in Südafrika. Der Wettbewerb wurde zwischen dem 28. Oktober 2009 und 29. Januar 2010 zwischen den sechs südafrikanischen First-Class-Franchises über jeweils 40 Over ausgetragen. Im Finale konnten sich die Warriors mit 71 Runs gegen die Dolphins durchsetzen.

## Format
Die sechs Mannschaften spielten in einer Gruppe jeweils zweimal gegen jedes andere Team. Für einen Sieg gibt es vier Punkte, für ein Unentschieden oder No Result zwei und für eine Niederlage keinen Punkt. Ein Bonuspunkt wird vergeben, wenn bei einem Sinn die eigene Runzahl die des Gegners um das 1,25-fache übersteigt. Des Weiteren ist es möglich, dass Mannschaften Punkte abgezogen bekommen, wenn sie beispielsweise zu langsam spielen. Die ersten vier der Gruppe bestreiten das Halbfinale dessen Sieger im Finale den Gewinner des Wettbewerbes ermitteln.

## Resultate

### Gruppenphase
Tabelle
Der Punktabzug erfolgte auf Grund von zu langsamer Spielweise.
| Teams          | Sp. | S | N | U | R | NR | A | BP | Ded | Punkte | NRR    |
| -------------- | --- | - | - | - | - | -- | - | -- | --- | ------ | ------ |
| Titans         | 10  | 7 | 1 | 0 | 0 | 1  | 1 | 2  | 0   | 34     | +0.592 |
| Cape Cobras    | 10  | 7 | 2 | 0 | 0 | 1  | 0 | 3  | 0   | 33     | +0.585 |
| Warriors       | 10  | 5 | 5 | 0 | 0 | 0  | 0 | 1  | 1   | 20     | +0.004 |
| Dolphins       | 10  | 3 | 6 | 0 | 0 | 0  | 1 | 0  | 0   | 14     | −0.271 |
| Eagles         | 10  | 3 | 7 | 0 | 0 | 0  | 0 | 1  | 0   | 13     | −0.018 |
| Highveld Lions | 10  | 3 | 7 | 0 | 0 | 0  | 0 | 0  | 0   | 12     | −0.800 |

## Halbfinale
| 22. Januar Scorecard | Paarl | Warriors 274-4 (40)         | – | Cape Cobras 265-8 (40) |
|                      |       | Warriors gewinnt mit 9 Runs |   |                        |

| 24. Januar Scorecard | Centurion | Dolphins 251-6 (40)          | – | Titans 236-9 (40) |
|                      |           | Dolphins gewinnt mit 15 Runs |   |                   |

## Finale
| 29. Januar Scorecard | East London | Warriors 299-5 (40)          | – | Dolphins 228 (36.4) |
|                      |             | Warriors gewinnt mit 71 Runs |   |                     |